# Hardya youngi
Hardya youngi är en insektsart som beskrevs av Bryan Patrick Beirne 1954. Hardya youngi ingår i släktet Hardya och familjen dvärgstritar. Inga underarter finns listade i Catalogue of Life.